# Circonscriptions écossaises de Westminster de 2005 à 2024
À la suite du cinquième examen périodique de la Commission des frontières pour l'Écosse, l'Écosse était couverte par 59 circonscriptions parlementaires pour l'élection des représentants à la Chambre des communes de Westminster (UK Parliament constituency). Ces circonscriptions ont été utilisées lors des élections générales de 2005 à 2019 et ont été remplacées par de nouvelles circonscriptions lors des élections de 2024.
| Nom | Délimination des circonscriptions      | Nom |
| --- | -------------------------------------- | --- |
| 1. Aberdeen North BC 2. Aberdeen South BC 3. Airdrie and Shotts CC* 4. Angus CC 5. Argyll and Bute CC 6. Ayr, Carrick and Cumnock CC 7. Banff and Buchan CC 8. Berwickshire, Roxburgh and Selkirk CC 9. Caithness, Sutherland and Easter Ross CC 10. Central Ayrshire CC* 11. Coatbridge, Chryston and Bellshill BC* 12. Cumbernauld, Kilsyth and Kirkintilloch East CC* 13. Dumfries and Galloway CC 14. Dumfriesshire, Clydesdale and Tweeddale CC 15. Dundee East BC 16. Dundee West BC 17. Dunfermline and West Fife CC 18. East Dunbartonshire CC* 19. East Kilbride, Strathaven and Lesmahagow CC* 20. East Lothian CC 21. East Renfrewshire CC* 22. Edinburgh East BC* 23. Edinburgh North and Leith BC* 24. Edinburgh South BC* 25. Edinburgh South West BC* 26. Edinburgh West BC* 27. Falkirk CC* 28. Glasgow Central BC* 29. Glasgow East BC* 30. Glasgow North BC* | Circonscriptions électorales en Écosse | 1. Glasgow North East BC* 2. Glasgow North West BC* 3. Glasgow South BC* 4. Glasgow South West BC* 5. Glenrothes CC* 6. Gordon CC 7. Inverclyde CC* 8. Inverness, Nairn, Badenoch and Strathspey CC 9. Kilmarnock and Loudoun CC* 10. Kirkcaldy and Cowdenbeath CC* 11. Lanark and Hamilton East CC* 12. Linlithgow and East Falkirk CC* 13. Livingston CC* 14. Midlothian CC* 15. Moray CC 16. Motherwell and Wishaw BC* 17. Na h-Eileanan an Iar CC 18. North Ayrshire and Arran CC 19. North East Fife CC 20. Ochil and South Perthshire CC 21. Orkney and Shetland CC 22. Paisley and Renfrewshire North CC* 23. Paisley and Renfrewshire South CC* 24. Perth and North Perthshire CC 25. Ross, Skye and Lochaber CC 26. Rutherglen and Hamilton West BC * 27. Stirling CC 28. West Aberdeenshire and Kincardine CC 29. West Dunbartonshire CC* |

Les circonscriptions parlementaires marquées d'un * apparaissent dans la zone agrandie de la carte.

## Circonscriptions et council areas
La cinquième révision de la Commission des frontières pour l'Écosse a lié les limites des nouvelles circonscriptions parlementaires à celles des council area locaux écossais et des circonscriptions locales. À l'exception de quelques ajustements mineurs, les limites des council area datent de 1996 et celles des circonscriptions de 1999. Certaines council area ont été regroupées pour former des zones plus vastes et, au sein de ces zones plus vastes, certaines circonscriptions chevauchent les limites des council area.
Les mêmes limites territoriales et les mêmes limites de circonscriptions étaient utilisées lors de la première mise en place des nouvelles circonscriptions en 2005, mais les limites des circonscriptions ont changé depuis. De nouvelles circonscriptions ont été introduites pour les élections locales écossaises de 2007.
| Council areas                                                | Circonscription |
| ------------------------------------------------------------ | --- |
| Aberdeen et Aberdeenshire                                    | Aberdeen North Aberdeen South Banff and Buchan Gordon West Aberdeenshire and Kincardine |
| Angus et Dundee                                              | Angus Dundee East Dundee West |
| Argyll and Bute                                              | Argyll and Bute |
| Edinburgh                                                    | Edinburgh East Edinburgh North and Leith Edinburgh South Edinburgh South West Edinburgh West |
| Clackmannanshire et Perth and Kinross                        | Ochil and South Perthshire Perth and North Perthshire |
| Dumfries and Galloway, Scottish Borders et South Lanarkshire | Berwickshire, Roxburgh and Selkirk Dumfries and Galloway Dumfriesshire, Clydesdale and Tweeddale East Kilbride, Strathaven and Lesmahagow Lanark and Hamilton East Rutherglen and Hamilton West |
| East Ayrshire, North Ayrshire et South Ayrshire              | Ayr, Carrick and Cumnock Central Ayrshire Kilmarnock and Loudoun North Ayrshire and Arran |
| East Dunbartonshire et North Lanarkshire                     | Airdrie and Shotts Coatbridge, Chryston and Bellshill Cumbernauld, Kilsyth and Kirkintilloch East East Dunbartonshire Motherwell and Wishaw                                                     |
| East Lothian                                                 | East Lothian |
| East Renfrewshire                                            | East Renfrewshire |
| Falkirk and West Lothian                                     | Falkirk Linlithgow and East Falkirk Livingston |
| Fife                                                         | Dunfermline and West Fife Glenrothes Kirkcaldy and Cowdenbeath North East Fife |
| Glasgow                                                      | Glasgow Central Glasgow East Glasgow North Glasgow North East Glasgow North West Glasgow South Glasgow South West                                                                               |
| Highland                                                     | Caithness, Sutherland and Easter Ross Inverness, Nairn, Badenoch and Strathspey Ross, Skye and Lochaber                                                                                         |
| Inverclyde                                                   | Inverclyde |
| Midlothian                                                   | Midlothian |
| Moray                                                        | Moray |
| Na h-Eileanan Siar                                           | Na h-Eileanan an Iar |
| Orkney Islands and Shetland Islands                          | Orkney and Shetland |
| Renfrewshire                                                 | Paisley and Renfrewshire North Paisley and Renfrewshire South |
| Stirling                                                     | Stirling |
| West Dunbartonshire                                          | West Dunbartonshire |

## Membre du Parlement
- Scottish National Party
- Conservateur
- Travailliste
- Liberal démocrate
- Alba

| Circonscription                                | Électorat | Majorité | Membre du Parlement | Membre du Parlement    | Opposition | Opposition          |
| ---------------------------------------------- | --------- | -------- | ------------------- | ---------------------- | ---------- | ------------------- |
| Aberdeen North BC                              | 62,489    | 12,670   |                     | Kirsty Blackman        |            | Ryan Houghton       |
| Aberdeen South BC                              | 65,719    | 3,990    |                     | Stephen Flynn          |            | Douglas Lumsden     |
| Airdrie and Shotts CC                          | 64,011    | 1,757    |                     | Anum Qaisar            |            | Kenneth Stevenson   |
| Angus CC                                       | 63,952    | 3,795    |                     | Dave Doogan            |            | Kirstene Hair       |
| Argyll and Bute CC                             | 66,525    | 4,110    |                     | Brendan O'Hara         |            | Gary Mulvaney       |
| Ayr, Carrick and Cumnock CC                    | 71,970    | 2,329    |                     | Allan Dorans           |            | Martin Dowey        |
| Banff and Buchan CC                            | 66,655    | 4,118    |                     | David Duguid           |            | Paul Robertson      |
| Berwickshire, Roxburgh and Selkirk CC          | 74,518    | 5,148    |                     | John Lamont            |            | Calum Kerr          |
| Caithness, Sutherland and Easter Ross CC       | 46,930    | 204      |                     | Jamie Stone            |            | Karl Rosie          |
| Central Ayrshire CC                            | 69,742    | 5,304    |                     | Philippa Whitford      |            | Derek Stillie       |
| Coatbridge, Chryston and Bellshill BC          | 72,943    | 5,624    |                     | Steven Bonnar          |            | Hugh Gaffney        |
| Cumbernauld, Kilsyth and Kirkintilloch East CC | 66,079    | 12,976   |                     | Stuart McDonald        |            | James McPhilemy     |
| Dumfries and Galloway CC                       | 74,580    | 1,805    |                     | Alister Jack           |            | Richard Arkless     |
| Dumfriesshire, Clydesdale and Tweeddale CC     | 68,330    | 3,781    |                     | David Mundell          |            | Amanda Burgauer     |
| Dundee East BC                                 | 66,210    | 13,375   |                     | Stewart Hosie          |            | Phillip Scott       |
| Dundee West BC                                 | 64,431    | 12,259   |                     | Chris Law              |            | Jim Malone          |
| Dunfermline and West Fife CC                   | 76,652    | 10,669   |                     | Douglas Chapman        |            | Cara Hilton         |
| East Dunbartonshire CC                         | 66,075    | 149      |                     | Amy Callaghan          |            | Jo Swinson          |
| East Kilbride, Strathaven and Lesmahagow CC    | 81,224    | 13,322   |                     | Lisa Cameron           |            | Monique McAdams     |
| East Lothian CC                                | 81,600    | 3,886    |                     | Kenny MacAskill        |            | Martin Whitfield    |
| East Renfrewshire CC                           | 72,232    | 5,425    |                     | Kirsten Oswald         |            | Paul Masterton      |
| Edinburgh East BC                              | 69,424    | 10,417   |                     | Tommy Sheppard         |            | Sheila Gilmore      |
| Edinburgh North and Leith BC                   | 81,336    | 12,808   |                     | Deidre Brock           |            | Gordon Munro        |
| Edinburgh South BC                             | 66,188    | 11,095   |                     | Ian Murray             |            | Catriona McDonald   |
| Edinburgh South West BC                        | 73,501    | 11,982   |                     | Joanna Cherry          |            | Callum Laidlaw      |
| Edinburgh West BC                              | 72,507    | 3,769    |                     | Christine Jardine      |            | Sarah Masson        |
| Falkirk CC                                     | 84,472    | 14,948   |                     | John McNally           |            | Lynn Munro          |
| Glasgow Central BC                             | 69,230    | 6,474    |                     | Alison Thewliss        |            | Faten Hameed        |
| Glasgow East BC                                | 67,381    | 5,556    |                     | David Linden           |            | Kate Watson         |
| Glasgow North BC                               | 57,130    | 5,601    |                     | Patrick Grady          |            | Pam Duncan-Glancy   |
| Glasgow North East BC                          | 61,075    | 2,458    |                     | Anne McLaughlin        |            | Paul Sweeney        |
| Glasgow North West BC                          | 63,402    | 8,359    |                     | Carol Monaghan         |            | Patricia Ferguson   |
| Glasgow South BC                               | 70,891    | 9,005    |                     | Stewart McDonald       |            | Johann Lamont       |
| Glasgow South West BC                          | 64,575    | 4,900    |                     | Chris Stephens         |            | Matt Kerr           |
| Glenrothes CC                                  | 65,762    | 11,757   |                     | Peter Grant            |            | Pat Egan            |
| Gordon CC                                      | 79,629    | 819      |                     | Richard Thomson        |            | Colin Clark         |
| Inverclyde CC                                  | 60,622    | 7,512    |                     | Ronnie Cowan           |            | Martin McCluskey    |
| Inverness, Nairn, Badenoch and Strathspey CC   | 78,059    | 10,440   |                     | Drew Hendry            |            | Fiona Fawcett       |
| Kilmarnock and Loudoun CC                      | 74,517    | 12,659   |                     | Alan Brown             |            | Caroline Hollins    |
| Kirkcaldy and Cowdenbeath CC                   | 72,853    | 1,243    |                     | Neale Hanvey           |            | Lesley Laird        |
| Lanark and Hamilton East CC                    | 77,659    | 5,187    |                     | Angela Crawley         |            | Shona Haslam        |
| Linlithgow and East Falkirk CC                 | 87,044    | 11,266   |                     | Martyn Day             |            | Charles Kennedy     |
| Livingston CC                                  | 82,285    | 13,435   |                     | Hannah Bardell         |            | Damian Timson       |
| Midlothian CC                                  | 70,544    | 5,705    |                     | Owen Thompson          |            | Danielle Rowley     |
| Moray CC                                       | 71,035    | 413      |                     | Douglas Ross           |            | Laura Mitchell      |
| Motherwell and Wishaw BC                       | 68,856    | 6,268    |                     | Marion Fellows         |            | Angela Feeney       |
| Na h-Eileanan an Iar CC                        | 21,106    | 2,538    |                     | Angus MacNeil          |            | Alison McCorquodale |
| North Ayrshire and Arran                       | 73,534    | 8,521    |                     | Patricia Gibson        |            | David Rocks         |
| North East Fife CC                             | 60,905    | 1,316    |                     | Wendy Chamberlain      |            | Stephen Gethins     |
| Ochil and South Perthshire CC                  | 78,776    | 4,498    |                     | John Nicolson          |            | Luke Graham         |
| Orkney and Shetland CC                         | 34,211    | 2,507    |                     | Alistair Carmichael    |            | Robert Leslie       |
| Paisley and Renfrewshire North CC              | 72,007    | 11,902   |                     | Gavin Newlands         |            | Alison Taylor       |
| Paisley and Renfrewshire South CC              | 64,385    | 10,679   |                     | Mhairi Black           |            | Moira Ramage        |
| Perth and North Perthshire CC                  | 72,600    | 7,550    |                     | Pete Wishart           |            | Angus Forbes        |
| Ross, Skye and Lochaber CC                     | 54,230    | 9,443    |                     | Ian Blackford          |            | Craig Harrow        |
| Rutherglen and Hamilton West BC                | 80,918    | 9,446    |                     | Michael Shanks         |            | Katy Loudon         |
| Stirling CC                                    | 68,473    | 9,254    |                     | Alyn Smith             |            | Stephen Kerr        |
| West Aberdeenshire and Kincardine CC           | 72,640    | 843      |                     | Andrew Bowie           |            | Fergus Mutch        |
| West Dunbartonshire CC                         | 66,517    | 9,553    |                     | Martin Docherty-Hughes |            | Jean-Anne Mitchell  |

Le total des votes de toutes les circonscriptions écossaises pour les élections générales de 2019 est le suivant :
| Parti                   | Votes     | %     | Changement depuis 2017 | Sièges | Changement depuis 2017 |
| ----------------------- | --------- | ----- | ---------------------- | ------ | ---------------------- |
| Scottish National Party | 1,242,380 | 45.0% | 8.1%                   | 48     | 13                     |
| Conservateur            | 692,939   | 25.1% | 3.5%                   | 6      | 7                      |
| Travailliste            | 511,838   | 18.6% | 8.5%                   | 1      | 6                      |
| Liberal démocrate       | 263,417   | 9.5%  | 2.7%                   | 4      | 0                      |
| Greens                  | 28,122    | 1.0%  | 0.8%                   | 0      | 0                      |
| Brexit                  | 13,243    | 0.5%  | nouveau                | 0      | 0                      |
| Autres                  | 7,122     | 0.3%  | 0.4%                   | 0      | 0                      |
| Total                   | 2,759,061 | 100.0 |                        | 59     |                        |

## Liste des circonscriptions par parti
| Élections générales de 2019 | Élections générales de 2019 | Élections générales de 2019 |
| Parti                       | Parti                       | Circonscription |
| --------------------------- | --------------------------- | --- |
|                             | Alba                        | - East Lothian - Kirkcaldy and Cowdenbeath |
|                             | Conservateur                | - Banff and Buchan - Berwickshire, Roxburgh and Selkirk - Dumfries and Galloway - Dumfriesshire, Clydesdale and Tweeddale - East Kilbride, Strathaven and Lesmahagow - Moray - West Aberdeenshire and Kincardine |
|                             | Travailliste                | - Edinburgh South - Rutherglen and Hamilton West |
|                             | Liberal démocrate           | - Caithness, Sutherland and Easter Ross - Edinburgh West - North East Fife - Orkney and Shetland |
|                             | SNP                         | - Aberdeen North - Aberdeen South - Airdrie and Shotts - Angus - Argyll and Bute - Ayr, Carrick and Cumnock - Central Ayrshire - Coatbridge, Chryston and Bellshill - Cumbernauld, Kilsyth and Kirkintilloch East - Dundee East - Dundee West - Dunfermline and West Fife - East Dunbartonshire - East Renfrewshire - Edinburgh East - Edinburgh North and Leith - Edinburgh South West - Falkirk - Glasgow Central - Glasgow East - Glasgow North - Glasgow North East - Glasgow North West - Glasgow South - Glasgow South West - Glenrothes - Gordon - Inverclyde - Inverness, Nairn, Badenoch and Strathspey - Kilmarnock and Loudoun - Lanark and Hamilton East - Linlithgow and East Falkirk - Livingston - Midlothian - Motherwell and Wishaw - North Ayrshire and Arran - Ochil and South Perthshire - Paisley and Renfrewshire North - Paisley and Renfrewshire South - Perth and North Perthshire - Ross, Skye and Lochaber - Stirling - West Dunbartonshire |
|                             | Indépendant                 | - Na h-Eileanan an Iar |

## Modifications des limites
voir Examen périodique des circonscriptions de Westminster 2023 pour plus de détails.

### Arrière-plan
La Commission des frontières pour l'Écosse a présenté ses propositions concernant le sixième examen périodique des circonscriptions de Westminster (examen de 2018) en septembre 2018. Bien que les propositions aient été immédiatement présentées au Parlement, elles n'ont pas été soumises à l'approbation du Gouvernement. Par conséquent, elles ne sont pas entrées en vigueur pour les élections de 2019 qui ont eu lieu le 12 décembre 2019 et qui ont été contestées sur la base des limites des circonscriptions de 2010.
Aux termes du Parliamentary Voting System and Constituencies Act 2011, la sixième révision était basée sur la réduction du nombre total de parlementaires  de 650 à 600 et sur une exigence stricte de parité électorale selon laquelle l'électorat de toutes les circonscriptions devrait se situer dans une fourchette de 5 % de part et d'autre du quota électoral.
Le 24 mars 2020, la ministre d'État chargée du Cabinet Office Chloe Smith, a publié une déclaration écrite au Parlement exposant la réflexion du gouvernement concernant les limites des circonscriptions parlementaires. Par la suite le Parliamentary Constituencies Act 2020 a été adoptée le 14 décembre 2020. Elle a officiellement supprimé l'obligation de mettre en œuvre la révision de 2018 et a défini le cadre des futures révisions des limites des circonscriptions. La loi prévoyait que le nombre de circonscriptions devait rester au niveau actuel de 650, plutôt que d'être réduit à 600, tout en conservant l'exigence selon laquelle l'électorat ne devait pas dépasser +/- 5 % du quotient électoral.

### Processus
La loi précisait que la prochaine révision devait être achevée au plus tard le 1er juillet 2023 et la Commission des frontières a officiellement lancé la révision de 2023 le 5 janvier 2021. Conformément aux dispositions de la loi, le nombre de circonscriptions attribuées à l'Écosse a diminué de 2, passant de 59 à 57. Cela comprend les circonscriptions protégées de Na h-Eileanan an Iar et Orkney and Shetland.
Dans le cadre des consultations publiques pour l'examen périodique des circonscriptions de Westminster de 2023, la Commission des frontières pour l'Écosse a publié ses propositions initiales le 14 octobre 2021. Après deux périodes de consultation publique, des propositions révisées ont été publiées le 8 novembre 2022. Les recommandations finales ont été présentées au Parlement le 28 juin 2023 après leur publication, puis soumises un jour plus tôt,.

### Recommandations
Selon les recommandations de la Commission des frontières pour l'Écosse, les circonscriptions suivantes pour entreraient en vigueur lors des élections générales de 2024, :
| Council areas | Circonscriptions                                                                  | Électorat |
| --- | --------------------------------------------------------------------------------- | --------- |
| - Orcades - Shetland | Orkney and Shetland CC (continue)                                                 | 34,824    |
| Na h-Eileanan an Iar | Na h-Eileanan an Iar CC (continue)                                                | 21,177    |
| - Aberdeen City - Aberdeenshire - Argyll and Bute - Highland - Moray                                                           | Aberdeen North BC (continue)                                                      | 76,895    |
| - Aberdeen City - Aberdeenshire - Argyll and Bute - Highland - Moray                                                           | Aberdeen South BC (continue)                                                      | 76,560    |
| - Aberdeen City - Aberdeenshire - Argyll and Bute - Highland - Moray                                                           | Aberdeenshire North and Moray East CC                                             | 71,485    |
| - Aberdeen City - Aberdeenshire - Argyll and Bute - Highland - Moray                                                           | Argyll, Bute and South Lochaber CC                                                | 71,707    |
| - Aberdeen City - Aberdeenshire - Argyll and Bute - Highland - Moray                                                           | Caithness, Sutherland and Easter Ross CC (continue)                               | 75,173    |
| - Aberdeen City - Aberdeenshire - Argyll and Bute - Highland - Moray                                                           | Gordon and Buchan CC                                                              | 70,238    |
| - Aberdeen City - Aberdeenshire - Argyll and Bute - Highland - Moray                                                           | Inverness, Skye and West Ross-shire CC                                            | 76,903    |
| - Aberdeen City - Aberdeenshire - Argyll and Bute - Highland - Moray                                                           | Moray West, Nairn and Strathspey CC                                               | 76,237    |
| - Aberdeen City - Aberdeenshire - Argyll and Bute - Highland - Moray                                                           | West Aberdeenshire and Kincardine CC (continue)                                   | 73,634    |
| - Angus - Clackmannanshire - Dundee City - Falkirk - Fife - Perth and Kinross - Stirling - West Lothian                        | Alloa and Grangemouth CC                                                          | 72,265    |
| - Angus - Clackmannanshire - Dundee City - Falkirk - Fife - Perth and Kinross - Stirling - West Lothian                        | Angus and Perthshire Glens CC                                                     | 77,006    |
| - Angus - Clackmannanshire - Dundee City - Falkirk - Fife - Perth and Kinross - Stirling - West Lothian                        | Arbroath and Broughty Ferry CC                                                    | 76,810    |
| - Angus - Clackmannanshire - Dundee City - Falkirk - Fife - Perth and Kinross - Stirling - West Lothian                        | Bathgate and Linlithgow CC                                                        | 71,650    |
| - Angus - Clackmannanshire - Dundee City - Falkirk - Fife - Perth and Kinross - Stirling - West Lothian                        | Cowdenbeath and Kirkcaldy CC                                                      | 70,329    |
| - Angus - Clackmannanshire - Dundee City - Falkirk - Fife - Perth and Kinross - Stirling - West Lothian                        | Dundee Central BC                                                                 | 75,298    |
| - Angus - Clackmannanshire - Dundee City - Falkirk - Fife - Perth and Kinross - Stirling - West Lothian                        | Dunfermline and Dollar CC                                                         | 70,725    |
| - Angus - Clackmannanshire - Dundee City - Falkirk - Fife - Perth and Kinross - Stirling - West Lothian                        | Falkirk CC (continuing)                                                           | 75,067    |
| - Angus - Clackmannanshire - Dundee City - Falkirk - Fife - Perth and Kinross - Stirling - West Lothian                        | Glenrothes and Mid Fife CC                                                        | 69,734    |
| - Angus - Clackmannanshire - Dundee City - Falkirk - Fife - Perth and Kinross - Stirling - West Lothian                        | Livingston CC (continue)                                                          | 75,454    |
| - Angus - Clackmannanshire - Dundee City - Falkirk - Fife - Perth and Kinross - Stirling - West Lothian                        | North East Fife CC (continue)                                                     | 70,452    |
| - Angus - Clackmannanshire - Dundee City - Falkirk - Fife - Perth and Kinross - Stirling - West Lothian                        | Perth and Kinross-shire CC                                                        | 76,323    |
| - Angus - Clackmannanshire - Dundee City - Falkirk - Fife - Perth and Kinross - Stirling - West Lothian                        | Stirling and Strathallan CC                                                       | 77,008    |
| - City of Edinburgh - East Lothian - Midlothian                                                                                | Edinburgh East and Musselburgh BC (restauré ; existait auparavant de 1997 à 2005) | 75,705    |
| - City of Edinburgh - East Lothian - Midlothian                                                                                | Edinburgh North and Leith BC (continue)                                           | 76,770    |
| - City of Edinburgh - East Lothian - Midlothian                                                                                | Edinburgh South BC (continue)                                                     | 70,980    |
| - City of Edinburgh - East Lothian - Midlothian                                                                                | Edinburgh South West BC (continue)                                                | 73,315    |
| - City of Edinburgh - East Lothian - Midlothian                                                                                | Edinburgh West BC (continue)                                                      | 76,723    |
| - City of Edinburgh - East Lothian - Midlothian                                                                                | Lothian East CC                                                                   | 71,287    |
| - City of Edinburgh - East Lothian - Midlothian                                                                                | Midlothian CC (continue)                                                          | 71,210    |
| - Dumfries and Galloway - East Dunbartonshire - North Lanarkshire - Scottish Borders - South Lanarkshire - West Dunbartonshire | Airdrie and Shotts CC (continue)                                                  | 70,420    |
| - Dumfries and Galloway - East Dunbartonshire - North Lanarkshire - Scottish Borders - South Lanarkshire - West Dunbartonshire | Berwickshire, Roxburgh and Selkirk CC (continue)                                  | 74,687    |
| - Dumfries and Galloway - East Dunbartonshire - North Lanarkshire - Scottish Borders - South Lanarkshire - West Dunbartonshire | Coatbridge and Bellshill BC                                                       | 72,507    |
| - Dumfries and Galloway - East Dunbartonshire - North Lanarkshire - Scottish Borders - South Lanarkshire - West Dunbartonshire | Cumbernauld and Kirkintilloch CC                                                  | 70,579    |
| - Dumfries and Galloway - East Dunbartonshire - North Lanarkshire - Scottish Borders - South Lanarkshire - West Dunbartonshire | Dumfries and Galloway CC (continue)                                               | 76,863    |
| - Dumfries and Galloway - East Dunbartonshire - North Lanarkshire - Scottish Borders - South Lanarkshire - West Dunbartonshire | Dumfriesshire, Clydesdale and Tweeddale CC (continue)                             | 70,738    |
| - Dumfries and Galloway - East Dunbartonshire - North Lanarkshire - Scottish Borders - South Lanarkshire - West Dunbartonshire | East Kilbride and Strathaven CC                                                   | 75,161    |
| - Dumfries and Galloway - East Dunbartonshire - North Lanarkshire - Scottish Borders - South Lanarkshire - West Dunbartonshire | Hamilton and Clyde Valley CC                                                      | 74,577    |
| - Dumfries and Galloway - East Dunbartonshire - North Lanarkshire - Scottish Borders - South Lanarkshire - West Dunbartonshire | Mid Dunbartonshire CC                                                             | 75,099    |
| - Dumfries and Galloway - East Dunbartonshire - North Lanarkshire - Scottish Borders - South Lanarkshire - West Dunbartonshire | Motherwell, Wishaw and Carluke CC                                                 | 72,318    |
| - Dumfries and Galloway - East Dunbartonshire - North Lanarkshire - Scottish Borders - South Lanarkshire - West Dunbartonshire | Rutherglen BC (restauré ; existait auparavant de 1997 à 2005)                     | 71,612    |
| - Dumfries and Galloway - East Dunbartonshire - North Lanarkshire - Scottish Borders - South Lanarkshire - West Dunbartonshire | West Dunbartonshire CC (continue)                                                 | 70,286    |
| - East Ayrshire - North Ayrshire - South Ayrshire                                                                              | Ayr, Carrick and Cumnock CC (continue)                                            | 72,057    |
| - East Ayrshire - North Ayrshire - South Ayrshire                                                                              | Central Ayrshire CC (continue)                                                    | 69,779    |
| - East Ayrshire - North Ayrshire - South Ayrshire                                                                              | Kilmarnock and Loudoun CC (continue)                                              | 74,801    |
| - East Ayrshire - North Ayrshire - South Ayrshire                                                                              | North Ayrshire and Arran CC (continue)                                            | 73,588    |
| East Renfrewshire | East Renfrewshire (continue)                                                      | 72,959    |
| - Glasgow City - Inverclyde - Renfrewshire                                                                                     | Glasgow East BC (continue)                                                        | 69,748    |
| - Glasgow City - Inverclyde - Renfrewshire                                                                                     | Glasgow North BC (continue)                                                       | 73,210    |
| - Glasgow City - Inverclyde - Renfrewshire                                                                                     | Glasgow North East BC (continue)                                                  | 75,236    |
| - Glasgow City - Inverclyde - Renfrewshire                                                                                     | Glasgow South BC (continue)                                                       | 71,344    |
| - Glasgow City - Inverclyde - Renfrewshire                                                                                     | Glasgow South West BC (continue)                                                  | 70,431    |
| - Glasgow City - Inverclyde - Renfrewshire                                                                                     | Glasgow West BC                                                                   | 72,499    |
| - Glasgow City - Inverclyde - Renfrewshire                                                                                     | Inverclyde and Renfrewshire West CC                                               | 70,418    |
| - Glasgow City - Inverclyde - Renfrewshire                                                                                     | Paisley and Renfrewshire North BC (continue)                                      | 69,941    |
| - Glasgow City - Inverclyde - Renfrewshire                                                                                     | Paisley and Renfrewshire South CC (continue)                                      | 69,813    |